# هزار الحرك
هزار حاتم الحرك (14 فبراير 1980 - )  هي صحفية وممثلة صوت سورية قامت بالكثير من الأعمال في مركز الزهرة على قناة سبيستون، أول أعمالها لدى مركز الزهرة كان في فبراير 2002 في مسلسل الأنمي المحقق كونان الجزء الثالث وتركت العمل في سبتمبر 2010. تكتب حاليًا مقالات على صحيفة العربي الجديد.

## عن حياتها
ولدت في سلمية حماة في سوريا وانتقلت إلى دمشق وهي في سن الثانية عشر التحقت في مركز الزهرة سنة 2002 وقامت بالعديد من الأدوار أهمها المقاتل النبيل بدور باي شان أبطال الديجيتال الجزء الرابع بدور أسامة الكونت دي مونت كريستو بدور يوجيني مغامرات فريد بدور فريد ناروتو بدور تيماري وسيف في أبطال الكرة والكثير من الشخصيات الكرتونية ودرست في جامعة دمشق قسم الصحافة والإعلام تركت العمل في مركز الزهرة في أواخر عام 2010.
موقفها من الثورة السورية عند اندلاع الثورة السورية في 15 مارس 2011 أعلنت هزار الحرك وقوفها ومساندتها للثورة السورية مع الفنانة الراحلة فدوى سليمان ضد نظام بشار الأسد الذي يقوم بقمع المظاهرات وقتل المدنيين وهي تقيم حاليا في باريس فرنسا. كتبت الكثير من المقالات المؤيدة للثورة على صحيفة العربي الجديد.

## أعمالها

### الدوبلاج

#### الرسوم المتحركة (مسلسل)
| الشخصية                | المسلسل                        | ملاحظات          |
| ---------------------- | ------------------------------ | ---------------- |
| ويل - ليليان - ميليندا | الفتيات الخارقات               | الجزء الثاني     |
| أسامة                  | أبطال الديجيتال (الجزء الرابع) |                  |
| يوجيني                 | الكونت دي مونت كريستو          |                  |
| فريد                   | مغامرات فريد                   | نسخة مركز الزهرة |
| هايدي                  | الفرسان                        |                  |
| هيدومي                 | المحقق كونان                   | الجزء الثالث     |
| جولييت                 | إيميلي                         | غير مدرج         |
| باي شان                | المقاتل النبيل                 |                  |
| صفاء                   | دروبي مع دوريمي                | الجزء الأول      |
| كينتو يوكي             | ويب دايفر                      |                  |
| سامبلا                 | أرض الخيول                     |                  |
| ران                    | قتال الطيف                     |                  |
| كاثرين                 | أجنحة كاندام                   |                  |
| بن تنيسون، أبغريد      | بن 10                          |                  |
| كاكي - سيسار           | صانع السلام                    |                  |
| جود                    | الأشاوس                        |                  |
| غنى                    | كرش جير                        |                  |
| تيماري                 | ناروتو                         |                  |
| كانتابي                | نزال شاولين الحاسم             | نسخة مركز الزهرة |
| سيف                    | أبطال الكرة                    | الجزء الأول      |
| ؟؟؟                    | أبناء الوطن                    |                  |
| ليلى / لين             | بلاك كات                       |                  |
| ؟؟؟                    | الثابتون                       |                  |
| ؟؟؟                    | السراب                         |                  |
| ؟؟؟                    | فيوتشوراما                     |                  |
| ؟؟؟                    | نادين                          | الجزء الثاني     |
| ؟؟؟                    | الدليل                         |                  |
| ؟؟؟                    | كريبتو                         |                  |
| ؟؟؟                    | هاجيكي                         |                  |
| ؟؟؟                    | تاز المشاكس                    | الجزء الثاني     |
| ؟؟؟                    | مغامرات سكوبي دو               | نسخة مركز الزهرة |
| ؟؟؟                    | أولاد الجيران                  | نسخة مركز الزهرة |
| ؟؟؟                    | بابار                          | الجزء الثالث     |
| ؟؟؟                    | الملاذ الأخير                  | نسخة مركز الزهرة |
| ؟؟؟                    | فيروزة                         | نسخة مركز الزهرة |

#### الرسوم المتحركة (أفلام)
| الشخصية   | فيلم                  | ملاحظات |
| --------- | --------------------- | ------- |
| جانيت     | كو: زائر من المحيط    |         |
| بن تنيسون | بن 10: سر الأومنتريكس |         |

#### المسلسلات
| الشخصية | المسلسل               | ملاحظات |
| ------- | --------------------- | ------- |
| يان     | السيف والرقعة الحاسمة |         |